# 細千
細千（ほそせん、生没年不詳）とは江戸時代の江戸にあった地本問屋である。

## 来歴
細千と号して幕末に江戸の日本橋通4丁目において地本問屋を営業している。歌川国芳の錦絵「異朝泰の始皇帝長生不老の仙薬をもとめん」を出版したことが知られる。